# RBS 70
RBS 70（Robotsystem 70）は、スウェーデンのボフォース社が開発した携帯式防空ミサイルシステム（MANPADS）。

## 概要
RBS 69（FIM-43 レッドアイ）を代替する携帯式地対空ミサイルとして、1977年にスウェーデン軍に採用された。誘導方式はレーザー・ビームライディング、信管は着発か近接信管で、三脚・照準器・ミサイルで構成される。

## 各型
| 各型         | Mark 0  | Mark 1  | Mark 2  | BOLIDE  |
| ------------ | ------- | ------- | ------- | ------- |
| 採用         | 1977年  | 1990年  | 1993年  | 2001年  |
| 射程         | 5,000m  | 5,000m  | 7,000m  | 8,000m  |
| 最小射程     | 200m    | 200m    | 200m    | 250m    |
| 飛行高度     | 3,000m  | 3,000m  | 4,000m  | 5,000m  |
| 飛行速度     | 525m/秒 | 550m/秒 | 580m/秒 | 680m/秒 |
| 全長         | 1.32m   | 1.32m   | 1.32m   | 1.32m   |
| 直径         | 105mm   | 105mm   | 105mm   | 105mm   |
| ミサイル重量 | 15kg    | 17kg    | 17kg    |         |
| 弾頭重量     | 1.0kg   | －      | 1.1kg   | 1.1kg   |

## 派生型
ASRAD-R
フィンランド国防軍が採用した車載型地対空ミサイルシステム。
RBS-70 ARMAD
ボフォース社が開発したM113装甲兵員輸送車を使用した車両搭載型。

## 採用国
- スウェーデン[注釈 1]
- フィンランド
- ラトビア[注釈 2]
- リトアニア
- メキシコ

- ノルウェー
- チェコスロバキア
- 西ドイツ
- アイルランド[注釈 3]
- オーストラリア

- バーレーン
- バングラデシュ
- タイ
- インドネシア
- イラン

- パキスタン
- シンガポール[注釈 4]
- チュニジア
- アラブ首長国連邦
- アルゼンチン[注釈 5]

- ブラジル
- ベネズエラ